# Encs
Encs es una pequeña ciudad en el condado de Borsod-Abaúj-Zemplén, en el norte de Hungría, a 30 kilómetros de la capital del condado, Miskolc.

## Historia
La zona ha estado habitada durante al menos 6 000 años. Tras la ocupación húngara, pasó a formar parte del comitatus de Újvár (posteriormente condado de Abaúj). La primera mención registrada del pueblo data de 1219.
La línea ferroviaria llegó al pueblo en 1860. En 1880, Encs contaba con unos 1 000 habitantes. Tras el Tratado de Trianón, Encs se convirtió en el pueblo más importante de las partes del condado de Abaúj-Torna que permanecieron en Hungría. Las décadas siguientes trajeron prosperidad. En 1962 se convirtió en el centro de los distritos unificados de Encs, Abaújszántó y Szikszó, y obtuvo el estatus de ciudad en 1984.

## Ciudades hermanadas
Encs está hermanada con:
- Bad Dürrenberg, Alemania
- Ghelința, Rumanía
- Kępno, Polonia
- Moldava nad Bodvou, Eslovaquia